# سن خوان د آراما
سن خوان د آراما (انگلیسی: San Juan de Arama) نام شهری در کشور کلمبیا است.